# Clay M. Greene
Clay M. Greene (12 de marzo de 1850 - 9 de mayo de 1933) fue un dramaturgo, guionista, director y actor cinematográfico de nacionalidad estadounidense, activo en la época del cine mudo. Escribió más de 50 piezas teatrales y algunos poemas entre 1873 y 1926, estrenándose muchas de sus obras en el circuito de Broadway, y adaptándose algunas de ellas al cine. Fue director, guionista o actor en más de 50 filmes rodados entre 1912 y 1916.

## Biografía

### Carrera
Su nombre completo era Clay Meredith Greene, y nació en San Francisco, California, siendo sus padres William Harrison Greene (1812-1871) y Anne Elizabeth Fisk (1830-1901). Estudió en la Universidad de Santa Clara, graduándose en 1869. Fue autor de más de 50 piezas teatrales y libretos operísticos. Trabajó, en ocasiones, en asociación con David Belasco, y entre sus obras teatrales más conocidas figuran M'liss, Struck Oil, Blue Beard, Little Trooper y The Golden Giant.
Paea el cine, actuó en 7 filmes entre 1912 y 1914, dirigió 16 entre 1915 y 1916, y escribió 51 guiones entre 1913 y 1926. Su primera incursión en el cine fue como actor, en The Other Fellow (1912), producción de Selig Polyscope Company. Su primer guion fue The Fiancee and the Fairy, un cortometraje de Lubin Manufacturing Company fechado en 1913.
El 16 de marzo de 1918, mientras hacía un solitario en el Jonathan Club, en Los Ángeles, tuvo problemas visuales, siéndole diagnosticada una hemorragia vítrea. La ceguera finalizó abruptamente con su carrera como escritor prolífico.
Muchas de sus piezas continuaron siendo representadas, y muchas adaptadas al cine. En 1919, Struck Oil fue adaptada al cine en Australia por Franklyn Barrett, y en 1922 Pawn Ticket fue adaptada por Fox Film.

### Vida personal
La primera esposa de Greene, Alice Randolph Wheeler, falleció en 1910. En 1911, a los 60 años de edad, Greene se casó con Laura Hewett Robinson, escritora que ya tenía tres hijos, los cuales, según el New York Times, estaban presentes en la ceremonia de boda: una actriz, Helen Greene, Marion (posteriormente Bryant) y el oficial Arthur Granville Robinson (1892-1967). Helen Greene trabajó en varias películas dirigidas o escritas por Clay.
Greene y su esposa Laura escribieron juntos algunas piezas, entre ellas The Desert (1910) y It is the Law (1910)
Clay M. Greene falleció en 1933 en San Francisco, California.

## Selección de su filmografía

### Director
- Belle of Barnegat (1915)
- Beyond All Is Love (1915)
- Her Wayward Sister (1916)
- The Uplift (1916)
- The Voice in the Night (1916)
- Oh, You Uncle! (1916)
- Hubby Puts One Over (1916)

### Guionista
- The Fiancee and the Fairy (1913)
- The House Next Door (1914)
- The Fortune Hunter (1914)
- The Climbers (1915)
- Belle of Barnegat (1915)
- The Uplift (1916)
- The New South (1916)

### Actor
- The Other Fellow (1912)
- A Humble Hero (1912)
- A Motorcycle Adventure (1912)
- Getting Atmosphere (1912)
- Her Educator (1912)
- Treasures on Earth (1914)
- Through Fire to Fortune (1914)

## Selección de su obra literaria

### Obra teatral
- Struck Oil (1873)[10][11]
- M'liss (1878)[12]
- The trunk mystery; or, Crime and its consequences: a criminal complication in 3 tangles[13]
- Forgiven (1886)
- The Widder: or, A story of New England farm life in 4 chapters (1888)[14]
- Bluebeard, Jr.; or, Fatima and the fairy: a new spectacular extravaganza in four acts (1889)[15]
- The maid of Plymouth: comic opera in 2 acts[16]
- Pawn Ticket (Broadway, 1894)
- Under the Polar Star (1896)[17]
- The little trooper [18]
- The Golden Giant
- A Man from the West (Broadway, 1900)
- The Silver Slipper (1902).
- Over a Welsh Rarebit (Broadway, 1903)
- For Love's Sweet Sake (Broadway, 1906)
- Nazareth: the Passion play at Santa Clara (1907)[19]
- The dispensation, and other plays (1914)[20]
- The Star of Bethlehem (1914)[20]
- Through Christmas Bells (1914)[20]
- The Awakening of Barbizon (1914)[20]
- Venetia, avenger of the Lusitania (1919)[21]
- John of Nepomuk, patron saint of Bohemia (1921)[22]

### Poesía
- Verses of love, sentiment and friendship (1921)[23]
- A Merry Christmas 1926[24]